# Architis brasiliensis
Architis brasiliensis är en spindelart som beskrevs av Cândido Firmino de Mello-Leitão 1940. 
Architis brasiliensis ingår i släktet Architis och familjen vårdnätsspindlar. Inga underarter finns listade i Catalogue of Life.